# New Albany (Mississippi)
New Albany ist eine Stadt in Mississippi in den Vereinigten Staaten und der County Seat des Union County. Das U.S. Census Bureau hat bei der Volkszählung 2020 eine Einwohnerzahl von 7626 ermittelt.

## Geschichte
Die Stadt wurde 1840 am Standort einer Schrotmühle und eines Sägewerks am Tallahatchie River nahe der Kreuzung zweier historischer Handelswege der Chickasaw-Indianer gegründet und entwickelte sich als Flusshafen und als regionales Zentrum für Landwirtschaft und Handel. Der Sezessionskrieg unterbrach diesen Fortschritt jedoch, als Unionstruppen durch die Stadt zogen und bis auf wenige Gebäude alle niederbrannten.
Union County wurde 1870 aus Teilen der benachbarten Countys Lee, Pontotoc und Tippah gebildet, wobei New Albany als County Seat bestimmt wurde. Die neue Rolle der Stadt als Regierungszentrum führte zu einer neuen wirtschaftlichen Aktivität. Die Bemühungen der Bürger in den späten 1880er Jahren, eine Eisenbahnlinie durch New Albany zu sichern, wurden mit zwei Eisenbahnlinien belohnt, die die Gemeinde mit Punkten im Norden, Süden, Osten und Westen verbanden. Der Vater von William Faulkner war ein Bahnhofsangestellter bei einer der Eisenbahnen. Der 1897 in einem einstöckigen Schindelhaus geborene Faulkner schrieb später 19 Romane und 75 Kurzgeschichten und erhielt für sein Werk den Nobelpreis und zwei Pulitzer-Preise.
1925 wurde L.Q. Ivy, ein 17-jähriger afroamerikanischer Junge, beschuldigt, eine weiße Frau in Rocky Ford angegriffen zu haben. Sheriff John Roberts transportierte ihn nach New Albany und dann ins benachbarte Lee County, um einen Lynchmob zu vermeiden. Doch schon am nächsten Tag erwirkte eine Gruppe von Einwohnern des Union County eine Verfügung, um Ivy in das Union County zurückzubringen. Als sie von seiner Ankunft erfuhren, formierte sich ein Mob, entführte Ivy und folterte ihn, bevor er in Rocky Ford, Mississippi (dem heutigen Etta), lebendig verbrannt wurde.

## Demografie
Nach der Schätzung von 2019 leben in New Albany 8753 Menschen. Die Bevölkerung teilte sich im selben Jahr auf in 57,6 % Weiße, 33,1 % Afroamerikaner, 0,1 % Asiaten und 0,8 % mit zwei oder mehr Ethnizitäten. Hispanics oder Latinos machten 10,9 % der Bevölkerung aus. Das mittlere Haushaltseinkommen lag bei 44.289 US-Dollar und die Armutsquote bei 13,7 %.

## Infrastruktur
New Albany wird von der BNSF Railway (früher St. Louis – San Francisco Railway) und der Ripley and New Albany Railroad (früher Gulf, Mobile and Ohio) bedient. Die beiden Eisenbahnlinien kreuzen sich in der Innenstadt. Daneben führt die Interstate 22 durch New Albany.

## Söhne und Töchter
- Hubert D. Stephens (1875–1946), Politiker
- William Faulkner (1897–1962), Schriftsteller